# Methos
 (juillet 2012).
Si vous disposez d'ouvrages ou d'articles de référence ou si vous connaissez des sites web de qualité traitant du thème abordé ici, merci de compléter l'article en donnant les références utiles à sa vérifiabilité et en les liant à la section « Notes et références ».
Methos est un personnage de la série télévisée Highlander, interprété par l'acteur Peter Wingfield. Il apparaît également dans les films Highlander: Endgame et Highlander : Le Gardien de l'immortalité.

## Biographie
Methos, Djet de son nom de naissance, a vu le jour vers 11 200 av. J.-C. au Paléolithique supérieur récent au village Zawi-Chemi Shanidar en Mésopotamie-Irak, est devenu immortel à l'âge de 34 ans, mordu par un serpent.
Par la suite, il est devenu amnésique après un terrible combat : il reçut un choc à la tête et fut projeté sur un rocher avant de tomber d'une falaise. Aussi ne se souvient-il pas de sa date de naissance. C'est l'Ancien, âgé de 12 200 ans, dans Highlander: The Source qui lui fait retrouver la mémoire, quand il lui pose ses mains sur la tête, le 27 décembre 2012.
Sous le nom d’Adam Pierson, il s’est fait embaucher chez les Guetteurs dans les années 80. Sa mission : étudier un mythe connu sous le nom de Methos. Il est donc son propre guetteur. Considéré comme un mythe parmi les immortels et les guetteurs, il est découvert par Duncan MacLeod lorsque l’immortel Kalas tente de prendre sa tête.
Cynique et désabusé, quoique sympathique, il cache son identité depuis des siècles et évite les combats autant que possible. Lorsqu'il rencontre Duncan MacLeod, son dernier combat remontait à environ 200 ans. Moins chevaleresque que Duncan, il n’hésite pas à prendre la tête d’une dangereuse immortelle, ce que l’héroïque Highlander se refusait à faire. Il décapite plusieurs immortels, dont son ancien camarade Silas durant la série, faisant remarquer à l'un de ses adversaires que ce n'est pas parce qu'il n'aime pas se battre qu'il n'en est pas capable. Il n'hésite également pas à employer des procédés déloyaux, comme cacher une dague ou un taser dans sa veste et s'en servir au moment le plus opportun, ou en attaquant prématurément pendant les saluts. Il utilise une épée Ivanhoe à une main, son style d'escrime se prêtant plus à la vitesse qu'à la force brute.
On découvre par la suite que du temps de l’âge du bronze, Methos faisait partie des terribles « cavaliers de l’apocalypse », un groupe de quatre Immortels semant la terreur à tel point que la Bible en fait mention. Connu sous le nom de Mort, il a néanmoins quitté ce groupe, las de tout ce sang versé. Il regrette aujourd’hui ses erreurs et finit par combattre ses anciens amis avec Duncan MacLeod lorsque ceux-ci tentent de reformer leur groupe. Il a également été Pharaon d'Égypte, a étudié la médecine à Heidelberg au XVe siècle et a également été le mentor du poète Byron.
Amateur de bière, à l'invention de laquelle il a peut-être assisté, Methos tient une librairie ancienne à Paris et est devenu un ami de Duncan MacLeod. Il tient un journal depuis l'invention de l'écriture, s'amusant du fait qu'il est peu courant que César se retrouve dans le même ouvrage que les Rolling Stones.
Methos a eu 68 épouses durant les cinq derniers millénaires, toujours mortelles, trouvant qu'une relation avec une immortelle serait un engagement trop important. Il a pour habitude d'utiliser le nom « Adam » dans ses différents pseudonymes (Adam Pierson, Benjamin Adams…), un clin d'œil au premier homme selon la Bible en référence à son propre statut de plus ancien immortel encore en vie.

### Chronologie
- 11 200 av. J.-C : Methos né dans le village de Zawi-Chemi Shanidar en Mésopotamie-Irak, il se prénomme Djet et est le fils du potier du village.
- 11 179 av. J.-C. : Methos se marie pour la première fois : son épouse Nikhi-Hi et lui vivaient au bord du fleuve dans le Nord de la Mésopotamie. Elle meurt en chutant d'une falaise, en allant chercher des œufs.
- 11 166 av. J.-C : Methos est mordu par un serpent et découvre son immortalité.
- 11 000 av. J.-C. : Methos vit en Turquie et participe à la construction du temple Gobekli Tepe, racontant l'histoire du jardin d'Eden.
- 10 000 av. J.-C. : Methos est le vigile de la tour du village de Jéricho.
- 9400 av. J.-C. : Methos est en Égypte à Nabta Playa, comme sorcier; il finit par se faire chasser de ce village.
- 8600 av. J.-C. : Methos vit dans le Sud de l'Afrique. Son maître, l'immortel Bakrus, lui explique les règles, l'histoire, l'origine des Immortels, et que lorsque le Chaos est présent, tous les 10 000 ans, la Source réapparaît. Il lui explique également le combat à mener pour "qu'il n'en reste qu'un", ou Élu.
- 8000 av. J.-C. : Methos défie son maître Bakrus, Methos gagne le combat, mais manque la Source.
- 7900 av. J.-C. : Methos parcourt toute la longueur de l'Himalaya et découvre le futur Tibet. Il vit pendant un moment dans une grotte.
- 7600 av. J.-C. : Methos vit dans le Nord de la future Chine dans un petit village, et son deuxième maître, l'Immortelle Ly-Hy, lui apprend l'art du combat au bâton.
- 7300 av. J.-C. : Methos vit en Inde au bord du grand fleuve dans un village de nomade. Methos est pêcheur dans cette tribu, se marie pour la deuxième fois avec Nel-Inh, avec laquelle il reste jusqu'à ce qu'elle meure de vieillesse.
- 7000 av. J.-C. : Methos contribue à construire le village Çatal Höyük en Turquie.
- 6800 av. J.-C. : Methos vit à Byblos dans une tribu de nomade, en tant que chasseur.
- 6500 av. J.-C. : Methos vit sur l'île de Crête, Methos est agriculteur.
- 5100 av. J.-C. : Methos est en Bretagne, et affronte un puissant immortel, Hura. Après un terrible combat, il reçut un choc à la tête et fut projeté sur un rocher avant de tomber d'une falaise, il devient ainsi amnésique et prend le surnom de Methos.
- 5000 av. J.-C. : Methos vit dans la future Massilia avec deux femmes et mène une vie de débauche.
- 4700 av. J.-C. : Methos entend parler de l'Arche de Noé, en Israël.
- 4500 av. J.-C. : Alors qu'il est en Égypte à Badarien (période prédynastique égyptienne), Methos se crée un passé imaginaire pour donner un sens à sa vie.
- 4000 av. J.-C. : Methos apprend l'écriture archaïque à Uruk en Mésopotamie grâce aux Sumériens (site de Warkā), et commence à tenir un journal.
- 3800 av. J.-C. : Methos participe à l'invention, en Égypte, de l'écriture archaïque et des hiéroglyphes avec les plus grands sages ; il continue son mémoire.
- 3650 av. J.-C. : Methos sauve la vie du Pharaon Horus Peou, roi de la dynastie égyptienne zéro, en Basse-Égypte à Bouto ; Methos devient le premier grand Vizir.
- 3250 av. J.-C. : Methos vit en Crète, et sert des rois comme Khios ou Humilkus.
- 3100 av. J.-C. : Methos voyage et se rend jusqu'à la légendaire cité de pierre Pétra.
- 3050 av. J.-C. : Methos vit avec sa troisième femme sur le mont Sinaï.
- 3045 av. J.-C. : le Pharaon Horus Djer tue la femme de Methos et fait de lui son esclave. Methos réussit à le battre et le momifie vivant, puis devient le nouveau pharaon[4].
- 3005 av. J.-C. : Methos a le "premier" Quickening dont il se souvient, face à un guerrier nubien.
- 1200 av. J.-C. : Methos rencontre Hélène de Troie.
- 1000 av. J.-C. : Methos est l'un des quatre Cavaliers de l'Apocalypse : Caspian, Silas et Kronos. Il rencontre Cassandre, dans un village que les quatre cavaliers ravagent. Methos prend alors soin d'elle et en tombe amoureux. Un jour, Kronos la viole sans que Methos l'en empêche. Cassandre poignarde Kronos et parvient à s'enfuir, toujours sans que Methos intervienne[2].
- 470 à 399 av. J.-C. : Methos est en Grèce où il entretient une amitié avec Socrate.
- 372 à 289 av. J.-C. : En Chine, Methos rencontre Mencius, un écrivain adepte du confucianisme.
- 100 à 44 av. J.-C. : En Italie, Methos fait la connaissance de Jules César.
- 74 av. J.-C. : Methos assiste à une double décapitation : deux immortels, Titus Marconus et Marcus Audelius, se décapitent en même temps.
- 69 à 30 av. J.-C. : En Égypte, Methos rencontre Cléopâtre et Nefertiri.
- 4 av. J.-C. : Methos a une aventure avec une femme mariée.
- 33 apr. J.-C. : À Jérusalem, Methos assiste à la crucifixion de Jésus de Nazareth.
- 65 apr. J.-C. : Methos assiste à la mort de Saint Pierre à Rome.
- 36 à 68 : Methos rencontre Néron à Rome.
- 93 : Methos assiste au martyre des chrétiens dans la fosse aux lions, à Rome.
- 765 : Methos traverse l'Atlantique pour se rendre en Islande, avec un groupe de moines irlandais.
- 1366 à 1644 : Methos est en Chine pendant la Dynastie Ming.
- 1453 : Methos étudie la médecine en Allemagne à Heidelberg.
- 1808 : Aux États-Unis, Methos est médecin à la Nouvelle-Orléans. Il va avoir une aventure avec la maîtresse de Morgan Walker, un Immortel, qui la tue et le défie en duel ; Methos s'enfuit.
- 1817 : En Angleterre, Methos fait la fête en compagnie d'un Immortel, Byron, et des époux Percy et Mary Shelley[3].
- 1980 : En France, Methos étudie l'histoire, la philosophie et l'informatique. Il apprend l'existence des Guetteurs et s'y intègre sous le nom d'Adam Pierson.
- 1995 : Methos rencontre Duncan MacLeod[1].
- 1997 : Methos est retrouvé par Kronos, un Immortel avec qui il était ami 4 000 ans plus tôt. Il faisait partie des quatre cavaliers de l'Apocalypse avec Caspian, et Silas. Celui-ci veut réunir leur ancien groupe[2].